# Зона теплового воздействия
Зона теплового воздействия — пространство вокруг зоны горения, в котором температура в результате теплообмена достигает значений, вызывающих разрушающее воздействие на окружающие предметы, и опасна для человека.
По определению, в зону теплового воздействия входит то расстояние, на котором температура воздуха и продуктов горения достигает отметки более 60—80 °С. Воздухообмен во время пожара активнее, нежели в спокойное время. Холодный и горячий воздух смешивается с продуктами горения. Этот процесс и заставляет его двигаться. Как уже было упомянуто выше, продукты горения, вместе с горячим воздухом поднимаются вверх, давая дорогу, более плотному, холодному воздуху, который, в свою очередь, попадая в очаг возгорания, раздувает его ещё сильнее. Когда пожар происходит внутри здания, важным фактором его интенсивности является пространство, на котором распространяется пожар. Здесь важными вещами является расположение проёмов в стенах, межкомнатных перекрытий (в том числе и материалы, из которых они изготовлены). Высота помещения тоже играет важную роль, так же, как состав и количество потенциально горящих предметов в этом помещении.
Понять, в какую сторону будет распространяться пожар, не так сложно, главное определить направление воздушных путей, вызванных пожаром. Горячий воздух может разносить искры, которые, в свою очередь образуют новый очаг возгорания, например, в зоне задымления. Так как остаются продукты неполного сгорания, они являются причинами газовых взрывов (во время взаимодействия с кислородом).